# Marchalenes
Marchalenes (en valenciano Marxalenes) es un barrio de la ciudad de Valencia (España), perteneciente al distrito número 5, La Zaidía.  El barrio contaba con 10.930 habitantes en 2023.

## Toponimia
El topónimo Marchalenes se rumorea que se inspira en el término que se refiere a una zona de marjales o pantanosa. Los árabes se referían a ella como "marchilena" o "marchiliena".
Los marjales se formaban como consecuencia  de la hondonada o cuenca que se formaba en el septentrión de extramuros de la ciudad de Valencia y como consecuencia también de las cíclicas riadas del Turia hasta la construcción del desvío del cauce del río en el llamado Plan Sur, construcción realizada tras la riada de octubre de 1957.

## Historia

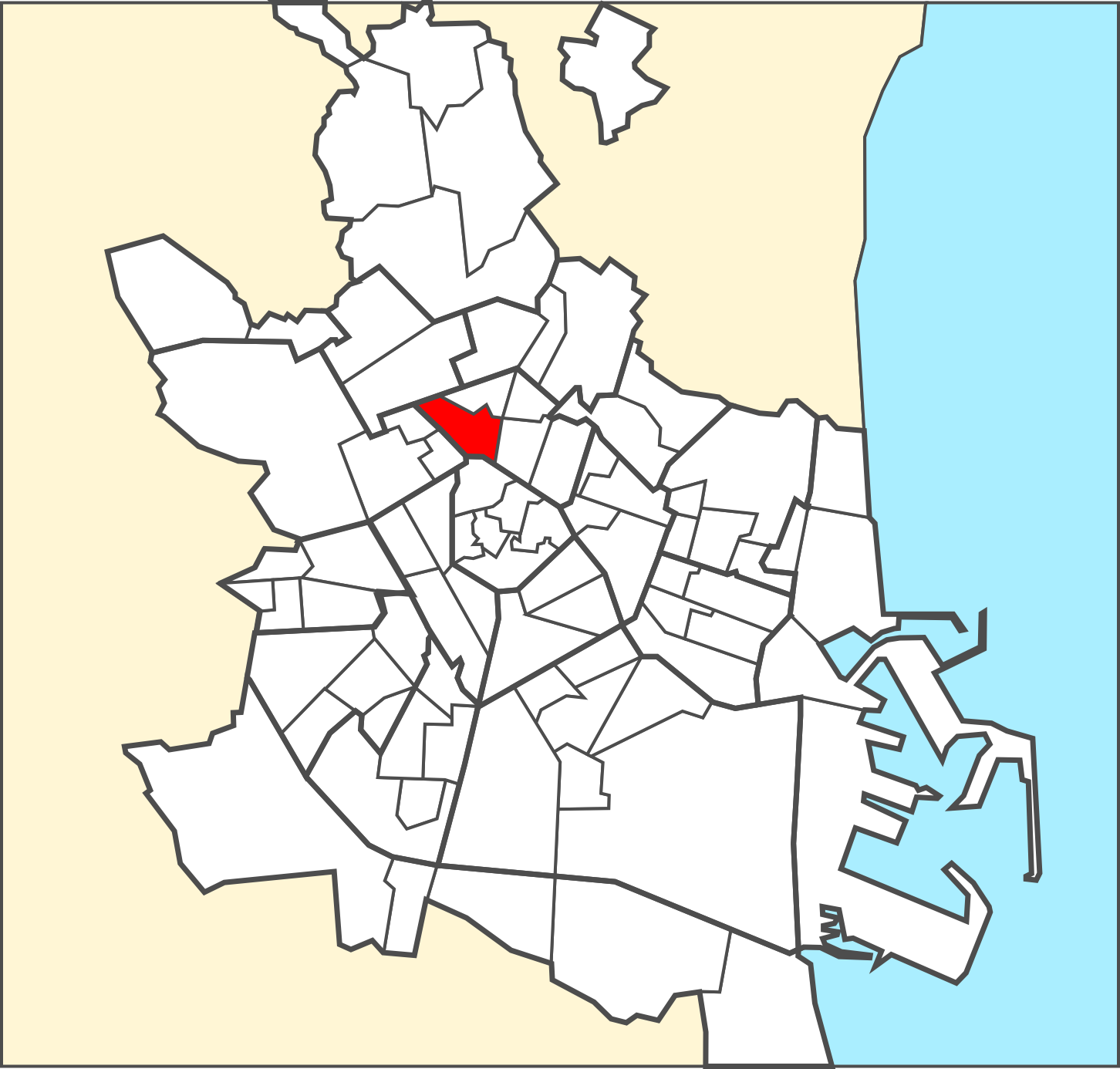
Localización del barrio dentro de Valencia.

Jaime I donó estas tierras a varios escuderos de Fernando Pérez de Pina.
Tuvieron propiedades en él los condes de Rótova y los marqueses de Malferit.Hasta el siglo XVI aparece citado bajo las denominaciones de Marjalena o Marjalenas, apareciendo posteriormente como Marjalenes en valenciano y Marchalenes en castellano.
Estuvo instalado aquí, en lo que todavía es conocido como Llano de la Zaidía, el convento de Gratia Dei, también conocido como de la Zaidía, pues en él tuvo su palacio al rey andalusí Zayd. Este convento fue demolido en 1960 y trasladado a Benaguacil. También estuvo aquí el Convento de la Anunciada de Porta Coeli de monjes cartujos en el siglo XV y otro de agustinas, titulado de Nuestra Señora de la Esperanza, fundado en 1509 y desaparecido a principios del siglo XIX.En 1887 se construyó la estación de Marchalenes, edificio que en la actualidad alberga un centro de personas con discapacidad. La posterior estacioneta de Marchalenes fue la primera de la actual línea 1 de MetroValencia en construirse en el área metropolitana de Valencia y por ella discurría todo el tránsito hasta la apertura de la estación de Pont de Fusta.
Durante la riada de octubre de 1957, el barrio sufrió grandes pérdidas. La iglesia parroquial de Santiago Apóstol, en la calle del Doctor Oloriz, donde las aguas alcanzaron los cinco metros de altura, resultó dañada, hundiéndose a los pocos días, junto con la casa-abadía. Las escuelas parroquiales contiguas sufrieron daños por más de un millón de pesetas. En las galerías altas del cine parroquial se habían refugiado algunos cientos de vecinos del barrio, ya que era uno de los pocos locales del barrio que se mantenía sobre las aguas. Aunque el edificio sufrió daños por más de cien mil pesetas, resistió sin hundirse.
En el paso del siglo XX al XXI, ha sufrido una gran transformación urbanística y se ha creado el Parque de Marchalenes.[cita requerida]

## Servicios
- Campo de fútbol Marchalenes: Se sitúa en la Avenida Portugal número 25.[8]
- La asociación de vecinos: Está situada en la calle Escritor Abu Salt 5. Su horario de llamadas es de 19:00h a 20:30h.[9]
- El centro ocupacional, situado en Marchalenes 8. Ofrece orientación familiar y actividades para el fomento de la salud  física y mental, además de actividades de formación laboral y de integración.[10]
- Centro municipal de actividades para personas mayores: Se encuentra en el edificio L'Oliera en la calle Poeta Fernández Heredia. En el centro se imparten talleres, cursos culturales, actividades para el mantenimiento físico y la convivencia.[11]
- La Universidad Popular: Con educación no reglada, situada en la calle Vicente Peris 3, la cual ofrece una animación sociocultural para personas adultas.  Además, se trata de un centro dependiente de la Universidad Popular del Ayuntamiento de Valencia (OAM).[12]
- El polideportivo de Marchalenes: Está situado en la calle Just Ramírez  y se ha convertido en el principal motor de la actividad física en el barrio y los alrededores. Su horario es de 08:00h a 14:00h de lunes a viernes, mientas los sábados su actividad es de 08:00h a 14:00h y los domingos de 09:00h a 14:00h.[13]
- Centro de salud Just Ramírez: Se encuentra en la calle Just Ramírez (Arquitecto) número 46. Su horario de actividad es de 08:00h a 17:00h de lunes a sábado.[14]
- Colegio Mantellate: Ubicado en la calle Marchalenes número 80. Ofrece las etapas educativas de infantil, primaria y ESO.[15]
- Colegio Santiago Apóstol: Se encuentra en la calle Escalante número 329. Ofrece las etapas educativas de infantil, primaria y ESO.[16]
- Centro educativo y de estudios Nuevo Mercurio: Se encuentra en la calle Ruaya número 18. Ofrece las etapas educativas de infantil, primaria y ESO.[17]
- Colegio Luz Casanova: Se encuentra en la calle Luz Casanova número 8. Ofrece las etapas educativas de infantil, primaria, ESO y bachillerato.[18]
- Colegio Santísima Trinidad: Ubicado en la calle de la Visitación número 13. Ofrece las etapas educativas de infantil, primaria, ESO y bachillerato.[19]
- Centro educativo Comenius: Ubicado en la calle del Músic Jarque Cualladó número 9. Ofrece las etapas educativas de infantil, primaria, ESO, bachillerato y formación profesional.[20]
- IES El Clot: Ubicado en la calle Just Ramírez número 34. Ofrece las etapas educativas de ESO y bachillerato.[21]

## Cultura
- Biblioteca municipal de Marchalenes Joanot Martorell: Está situada en la calle Reus dentro del parque de Marchalenes.[22]
- La asociación cultural “dones marxalenes”: Está situada en la calle Portugal 57, ofrece una serie de servicios y actividades impartidas por socias voluntarias.[23]
- Bombas Gens, centro de arte: Se sitúa en la avenida Burjassot número 54. Ofrece exposiciones de arte digital.[24]

## Patrimonio

### Parque de Marchalenes
El parque de Marchalenes está situado entre las calles de San Pancracio, Luis Crumiere, Reus-Ruaya y La Estrella, fue realizado en su primera fase entre 1998 y 2001. Tras un año de su inauguración fue ampliado en dos fases más, y su extensión es de 80.000 metros cuadrados.
El parque cuenta con cuatro espacios diferenciados: un área de vegetación, un espacio de huerta, una zona deportiva y un conjunto de edificios integrados en el jardín. Las partes más destacadas son las tres alquerías (la Alquería de Barrinto, la Alquería de Félix y la Alquería de Foraster), las cocheras de los Ferrocarriles de Vía Estrecha (convertido en cafetería y Museo del Ferrocarril), una antigua fábrica de aceite y la primera estación de ferrocarril metropolitano de la ciudad.

Los diferentes paseos que configuran el espacio están dedicados a los árboles siguientes: la palmera, el sauce, el algarrobo, el pino, la olivera, el chopo, el álamo, la carrasca, el roble, el olmo y el fresno.

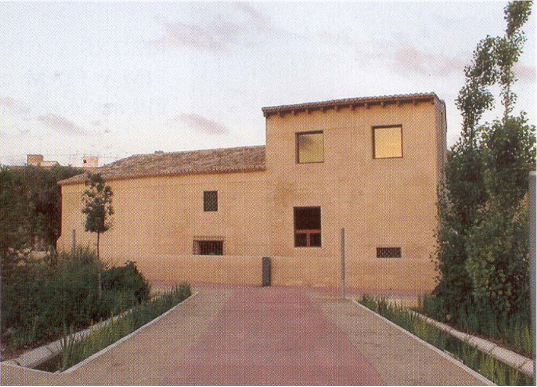
La Alquería de Barrinto

### La Fábrica de Aceite y la Estación de Ferrocarril
La Fábrica de Aceite y la Estación de Ferrocarril han sido reconvertidos en el Museo del aceite y el ferrocarril y en una cafetería. Se han aprovechado ambos edificios para dar una nueva vida a los espacios y darle valor a la relación que existe entre el barrio y la ciudad.

### La Alquería de Barrinto
La Alquería Barrinto, recientemente restaurada, ha conservado grandes detalles de su arquitectura original. La finalización de la obra fue en 2001 y fue realizada por los arquitectos Miguel del Rey y Antonio Gallud.

El objetivo principal de la restauración era convertirla en la actual biblioteca Joanot Martorell y en una casa-museo, la cual cuenta la historia del autor en todo su espacio.

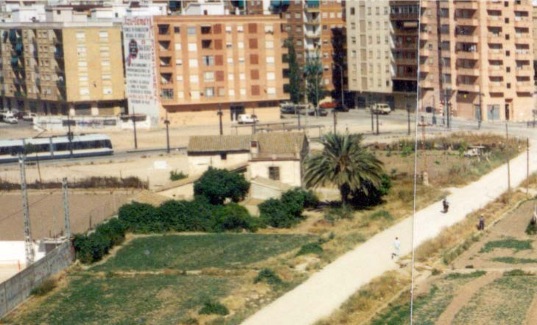
Vista aérea de la Alquería de Félix

La Alquería está formada por dos partes interconectadas. En una de ellas podemos encontrar una biblioteca, la cual cuenta con distintas áreas como una sala de lectura y estudio y otra de usos múltiples.

### La Alquería de Félix
La Alquería de Félix, situada en el parque de Marchalenes, cuenta con el Aula de la Naturaleza y un museo etnográfico de la vivienda rural valenciana.
El inicio del proyecto data en febrero de 2001, pero no es hasta junio de 2003 que este llega a su finalización.[cita requerida] El arquitecto Carlos Salazar fue el encargado de realizar los planos, y la empresa constructora fue Vías y Construcciones S.A.[cita requerida]

La alquería de Félix ha sufrido cambios a lo largo de cinco siglos y su reconstrucción se basa en 3 ideas: 

La Alquería de Foraster

1. La conservación de todos los elementos materiales propios y que definen la esencia de la alquería, al mismo tiempo que la calidad del propio espacio.[32]
2. Respetando, en todo momento, la naturaleza del edificio, se han hecho intervenciones con materiales y técnicas actuales con el fin de adaptar el edificio.[32]
3. Mantenimiento de la arquitectura contemporánea fácilmente reconocible y que no cae en estilos pasados ajenas al propio edificio.[32]

### La Alquería de Foraster
La Alquería de Foraster es meramente decorativa, puesto que no cuenta con nada en su interior. El objetivo de su restauración es conservar el interés histórico y paisajístico que salvaguarda este edificio.

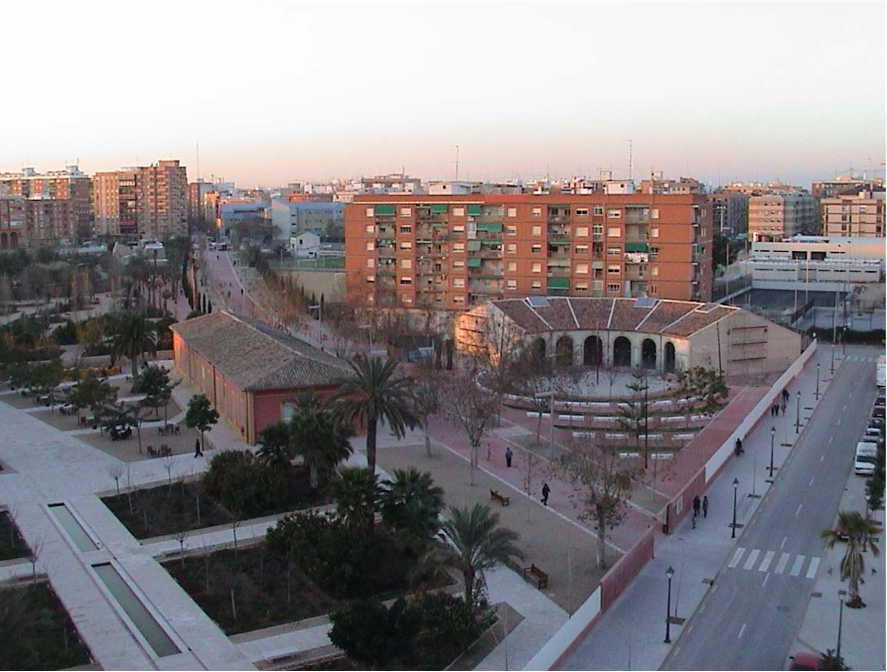
Vista panorámica de las cocheras de los FGV

La empresa encargada de su construcción fue Forsa, mientras que su arquitecta fue Amparo Medina. El proyecto de obra data en 1999 y finalizó en 2001.[cita requerida]

### Las cocheras de los Ferrocarriles de Vía Estrecha
Las cocheras de los Ferrocarriles de Vía Estrecha se han conservado con el objetivo de salvaguardar su importancia histórica, además de que se han aprovechado para albergar otro uso, como es la instalación museística sobre la historia del Ferrocarril Metropolitano de la Ciudad de Valencia y su área Metropolitana.
El proyecto de esta obra data en 1999 y no es hasta febrero de 2003 que finaliza su obra. Su arquitecta es Amparo Medina y la empresa constructora es SECOPSA.[cita requerida]

### Bombas Gens
Bombas Gens es un espacio cultural ubicado en el barrio de Marchalenes. Su especialidad es la exhibición y la difusión de proyectos de carácter audiovisual que conectan el ámbito tecnológico con el artístico.
Antiguamente era una fábrica de bombas hidráulicas y se han transformado a lo largo del tiempo en las tecnologías más modernas y en equipamientos de nueva generación.

## Imágenes

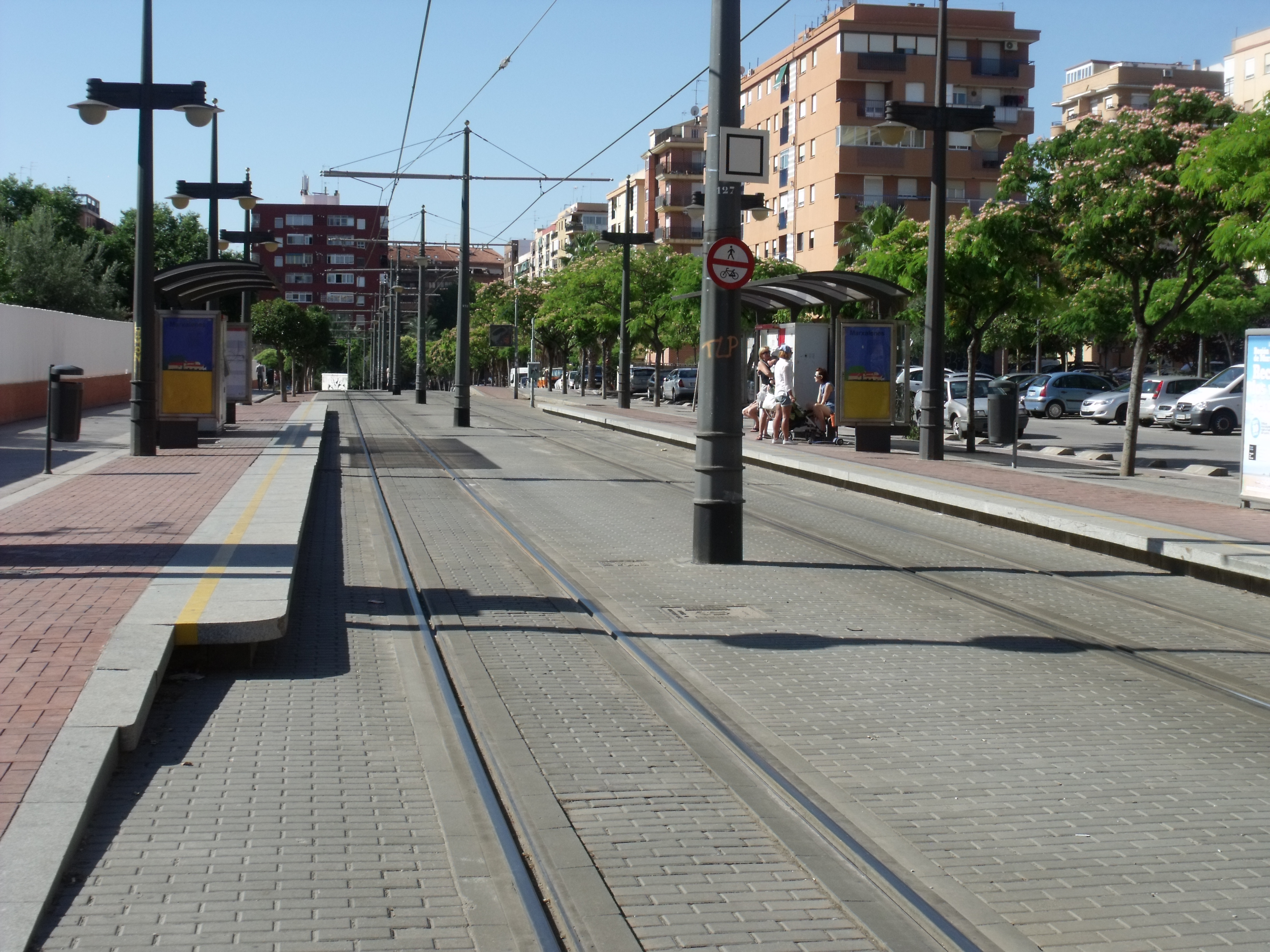
Parada de tranvía de Marchalenes.
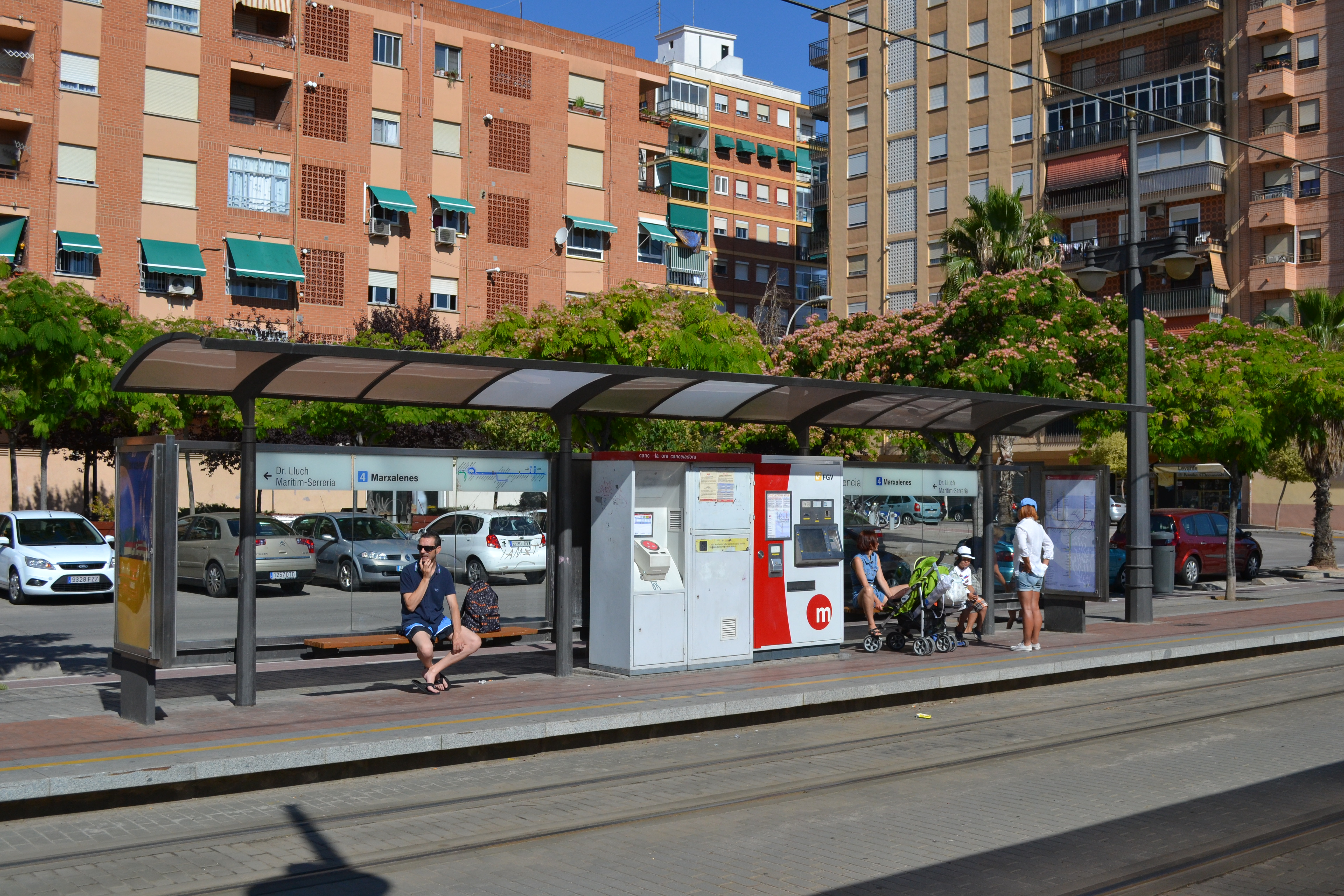
Parada de tranvía en la calle Reus.
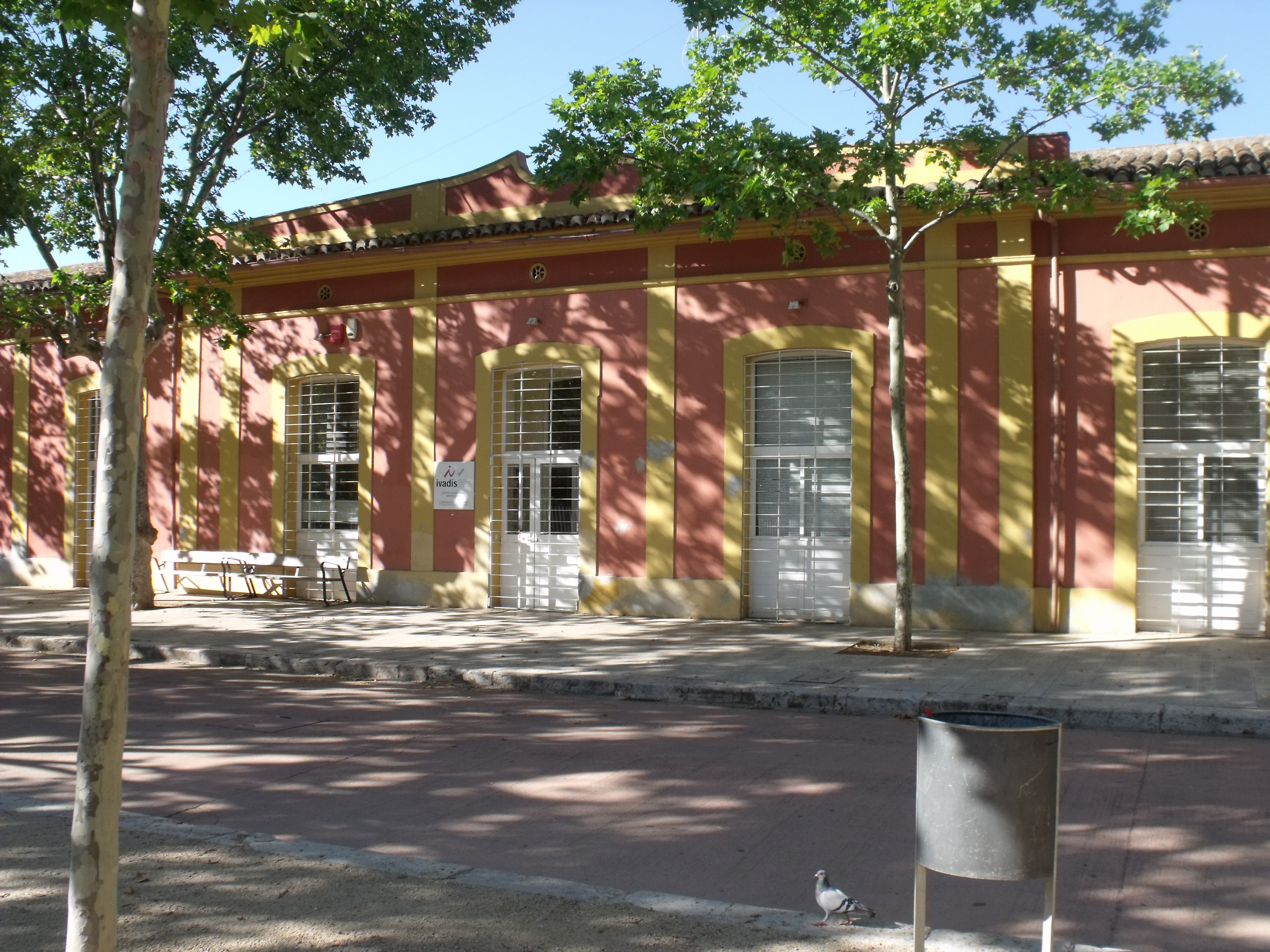
Antigua estación de Marchalenes.
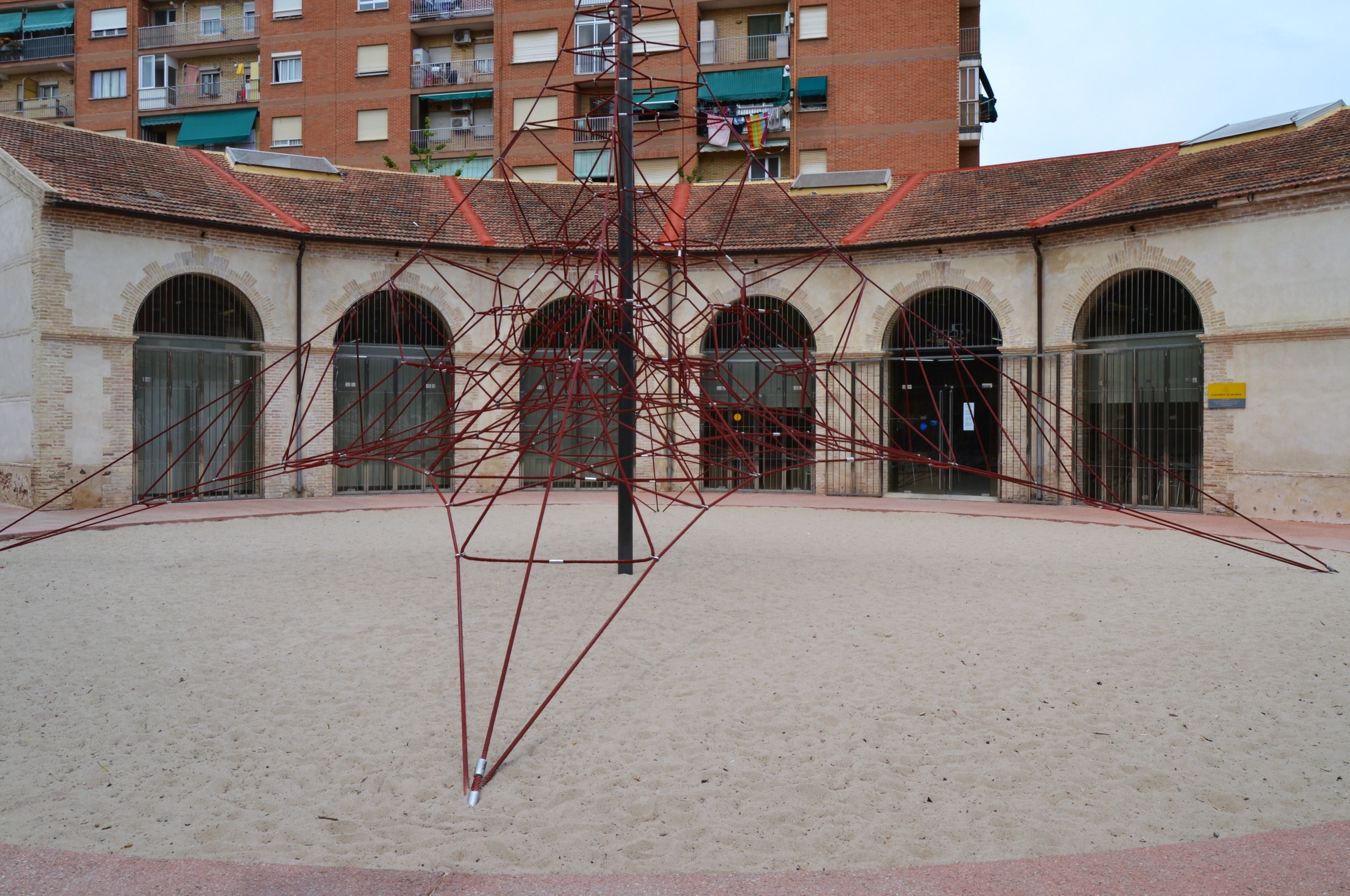
Antiguos talleres del ferrocarril de vía estrecha.
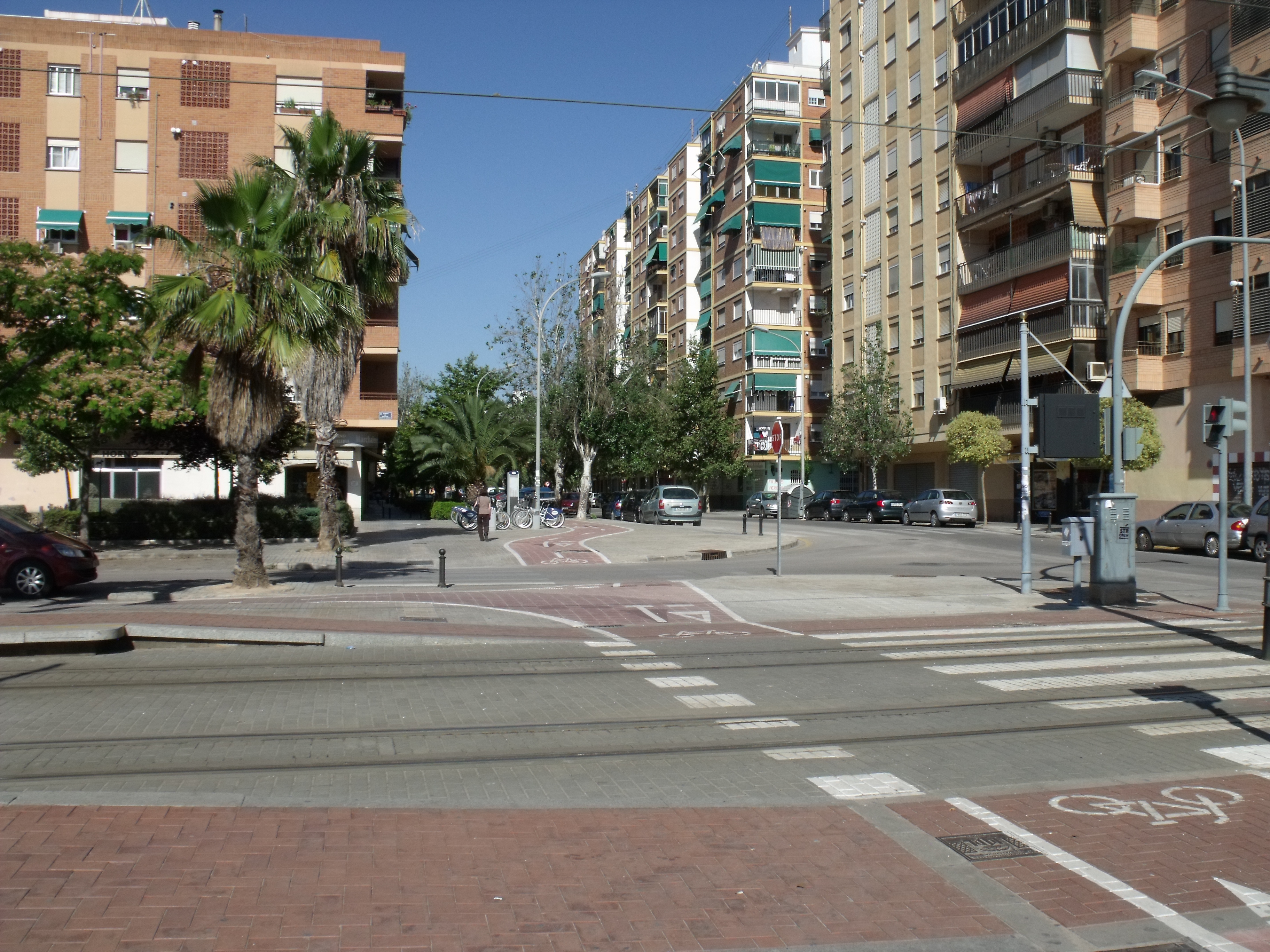
Tranvía en la calle San Pancracio.
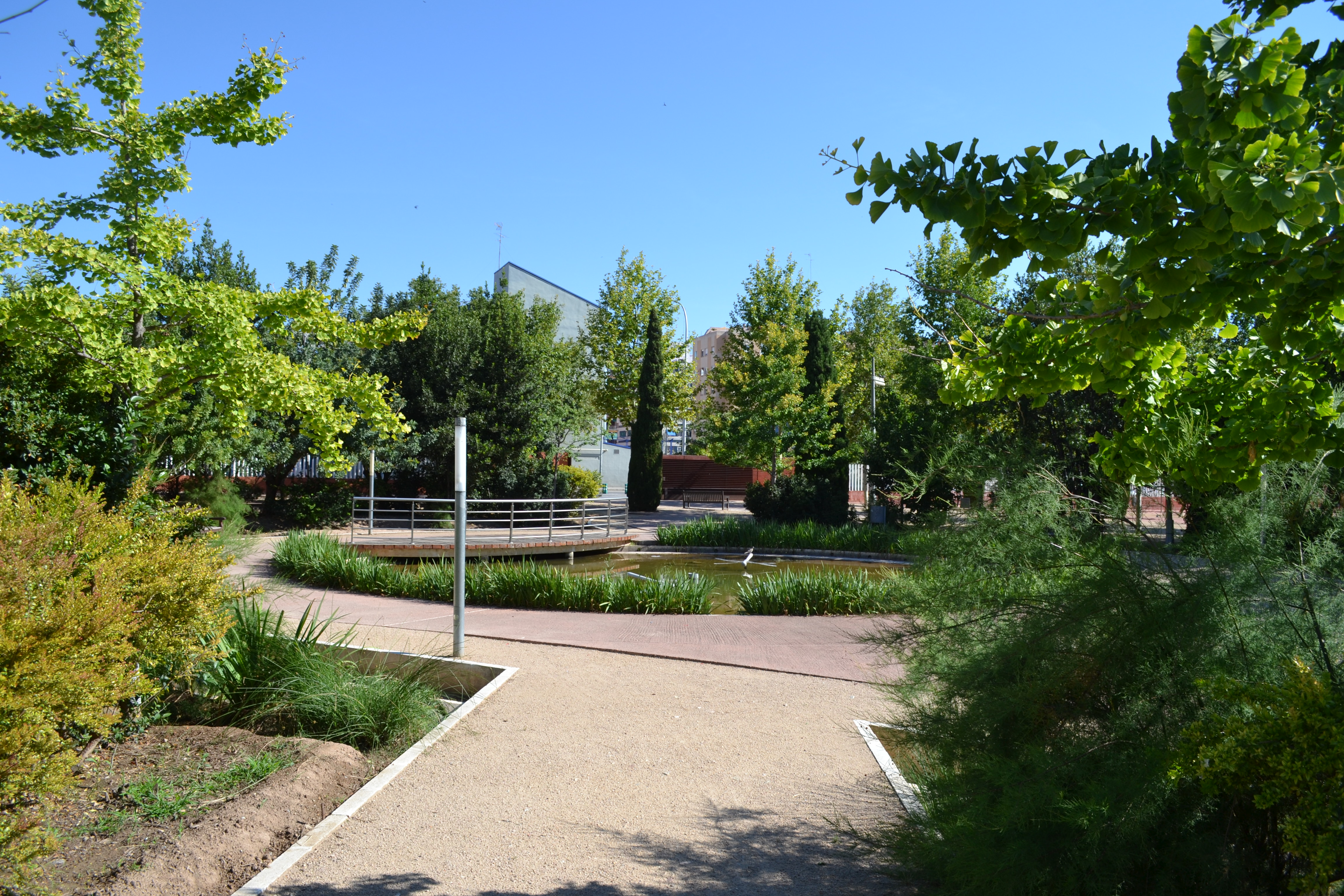
Parque de Marchalenes.
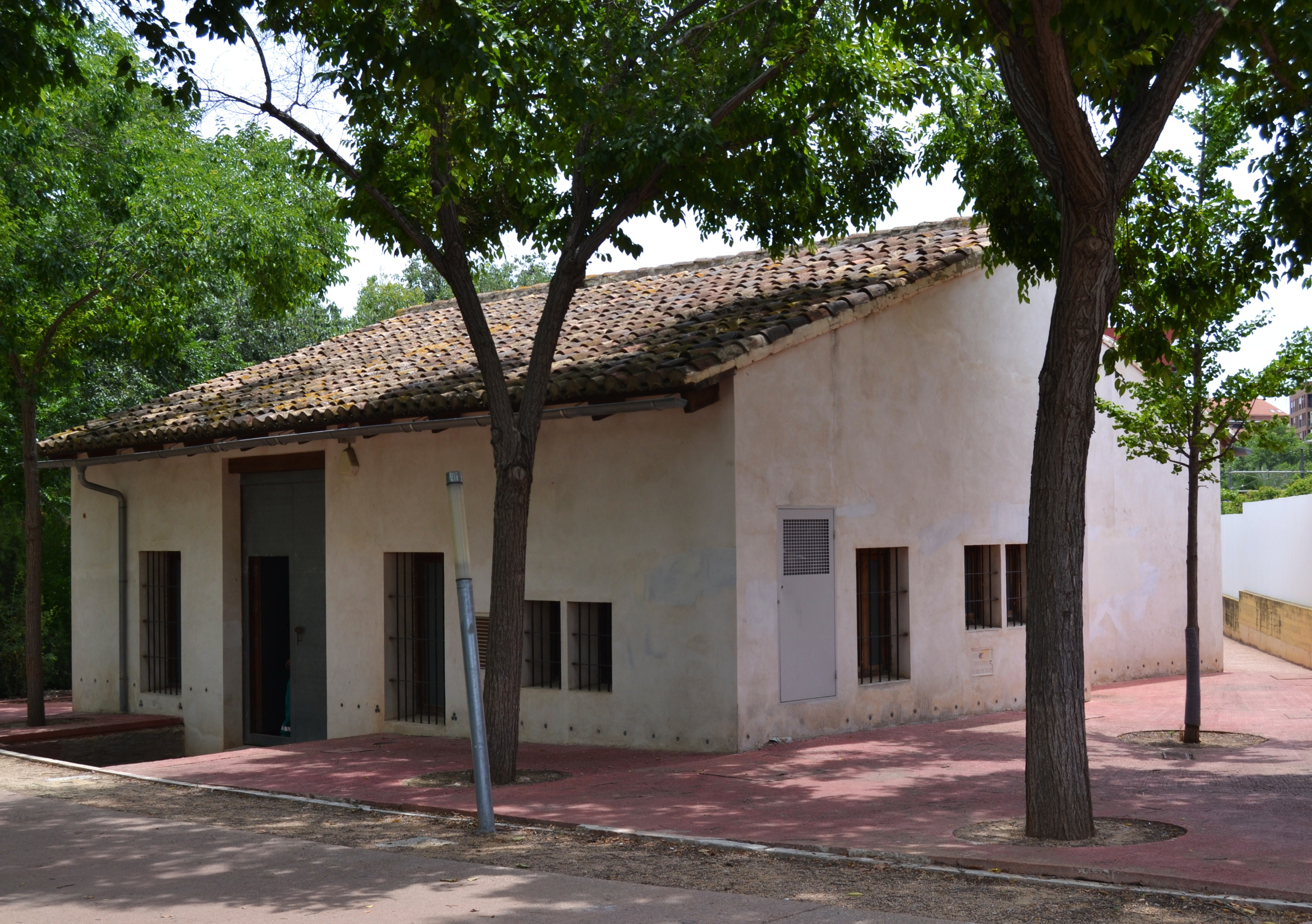
La alquería del Foraster se encuentra actualmente en el Parque de Marchalenes.
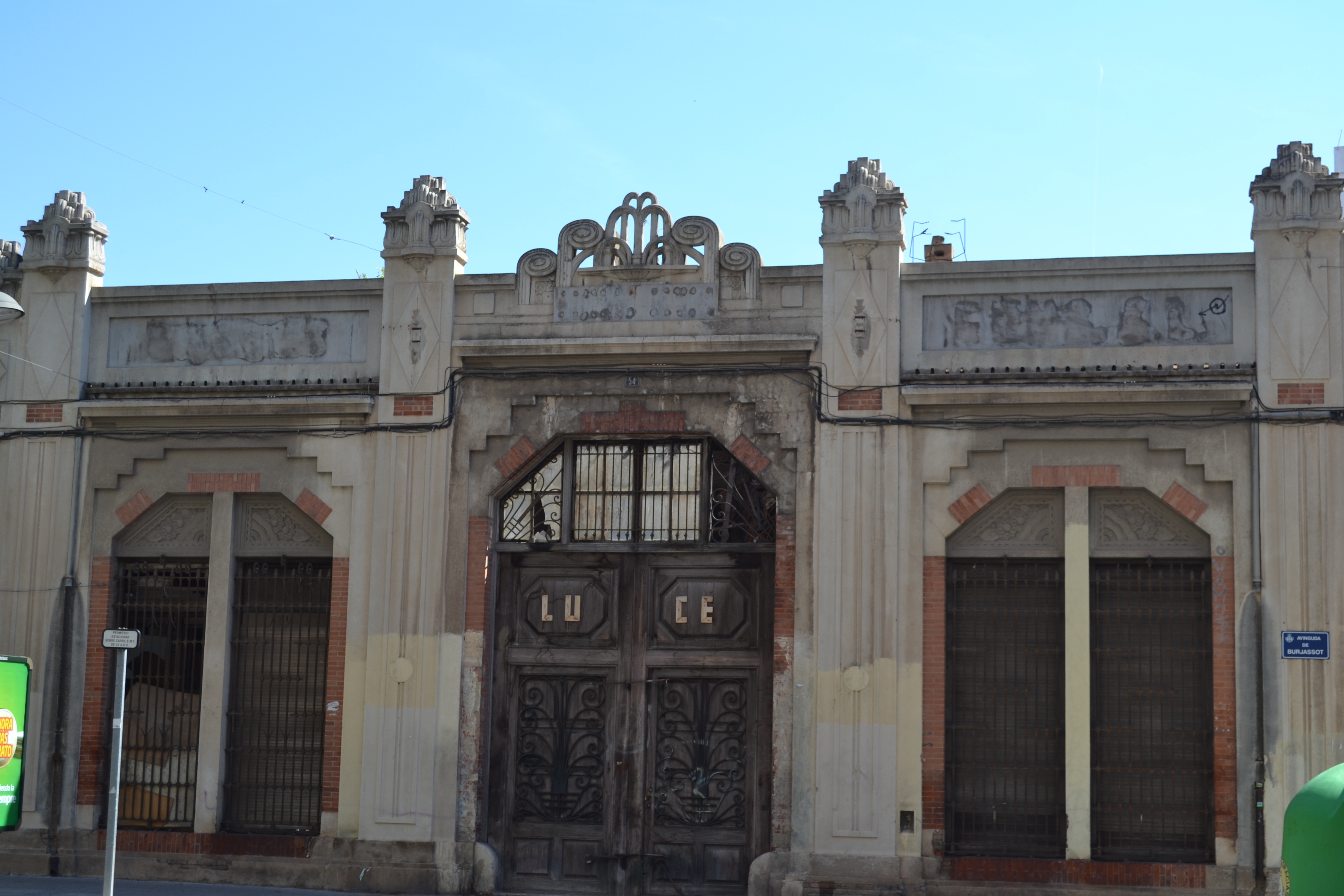
Antigua fábrica de Bombas Gens (1930), obra de Borso di Carminati.